# Bumba lennoni
Bumba lennoni es un arácnido de la familia de los terafósidos. Fue nombrada en el año 2014 por sus descubridores 
Fernando Pérez-Miles, de la Universidad de la República de Uruguay, Alexandre Bonaldo y Laura Miglio, del Museu Paraense Emilio Goeldi en Brasil, como Bumba, derivado de Bumba-meu-boi, y lennoni en honor a John Lennon.   Su hábitat natural es el norte y nordeste de Brasil y se piensa que este arácnido es de hábitos nocturnos.  Mide aproximadamente de 3 a 4 centímetros de largo.  Como otras tarántulas, posee pelos urticantes en su abdomen que arrojan en la huida o para atacar a posibles depredadores.